# Plaça del Pati de Valls
La Plaça del Pati és una plaça de Valls (Alt Camp) que juntament amb la seva font forma un monument inclòs en l'Inventari del Patrimoni Arquitectònic de Catalunya.

## Descripció
A la plaça principal de Valls hi conflueixen els carrers de Jaume Huguet, de Jaume Mercadé, de les Monges, de Miquel Colom, dels Castells i de la Cort. És un conjunt urbanitzat amb jardins, amb tres brolladors, una pèrgola i una font monumental amb una figura noucentista de l'escultor Esteve Monegal. Hi ha també dues figures, un casteller i una matrona, ambdues obres de l'escultor vallenc Josep Busquets.

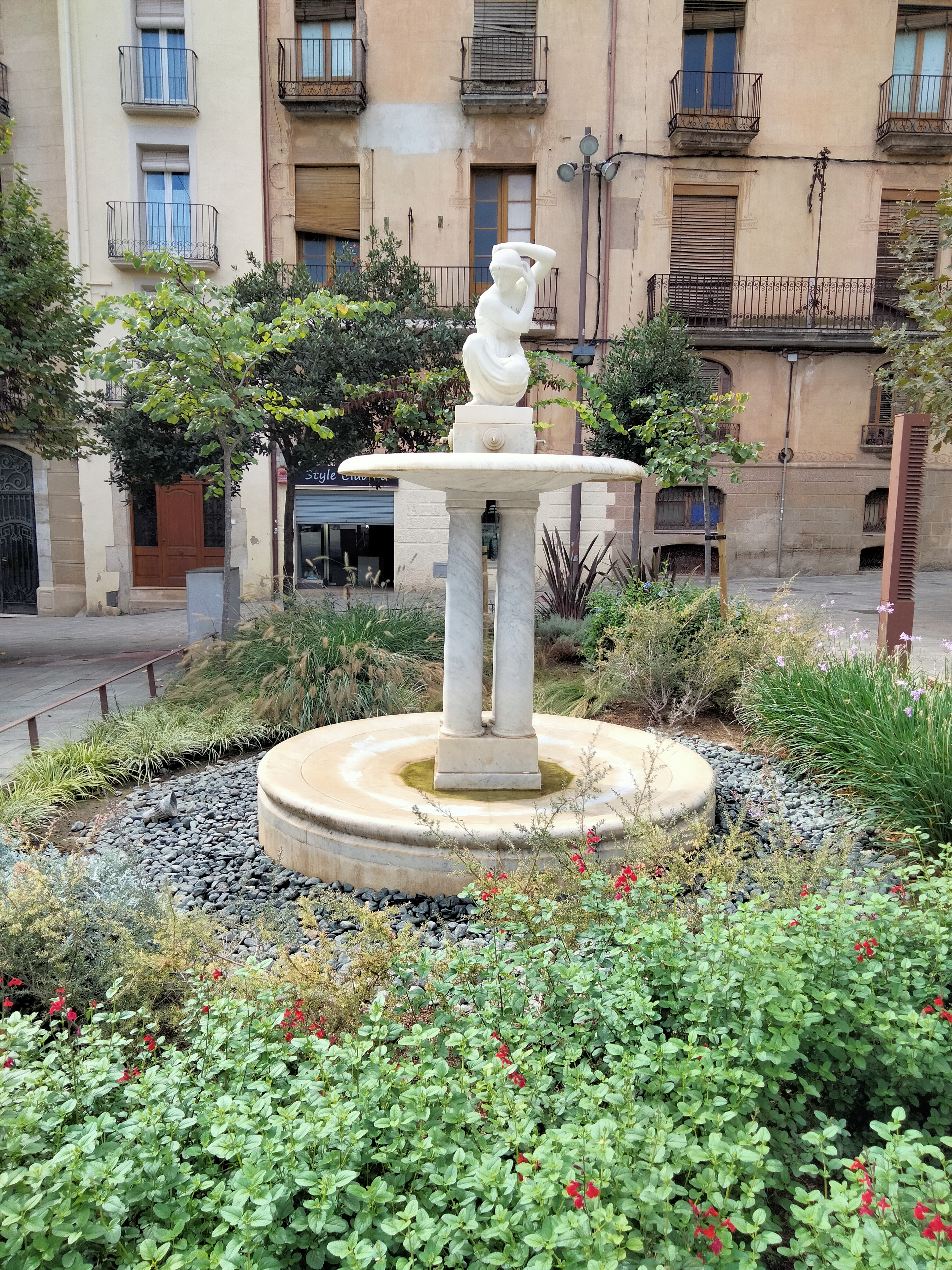
Font de la plaça del Pati, amb l'escultura d'Esteve Monegal

A un costat de la plaça del Pati hi ha un conjunt monumental integrat per una font i per un grup de columnes disposades compositivament a la part posterior. La font està situada al mig d'una petita piscina circular, i està formada per una peanya que sosté quatre columnes d'ordre dòric damunt les quals hi ha un plataforma circular on se situa, centrada, la figura de La dama de les mans al cap, obra de l'escultor noucentista Esteve Monegal. El conjunt és de marbre blanc. Les 12 columnes arquitrabades de pedra que es troben darrere de la fons són d'ordre dòric, formen un arc en planta i fan de fons al monument.

## Història
Aquesta gran plaça correspon a l'antic pati d'armes del castell de l'Arquebisbe, d'on ha pres el nom. L'any 1783 el castell fou venut a Antoni Baldrich, els successors del qual el van conservar fins fa pocs anys. Al llarg del segle xix es van fer diverses obres de millora en l'aspecte urbanístic del Pati (1816, 1842, 1869). La inauguració de la font monumental es va fer durant les festes de la Candela de l'any 1921. El 1936 es va enderrocar el convent de les Monges Mínimes, obrint-se el carrer Jaume Mercadé i construint-se l'edifici de la Caixa de Pensions i la Caixa d'Estalvis Provincial. La tribuna s'aixecà el 1951, amb motiu de les obres d'urbanització que van donar a la plaça la seva estructura definitiva. Els nous jardins es van fer el 1982.